# 地球 (お笑いコンビ)
地球（ちきゅう）は、かつてプロダクション人力舎で活動していた、マグ万平とマントル一平によるお笑いコンビ。2019年4月5日解散。
本項では、両者の解散後の活動についても記述する。

## メンバー
マグ 万平（マグ まんぺい、1984年8月7日（40歳）- ）
本名：佐甲 慶司（さこう けいじ）。
ボケ担当。トレードマークは癖毛。
福岡県出身。福岡県立筑前高等学校卒業。九州産業大学中退。
身長159cm、B84・W73・H84・頭56、靴25.5。
特技・趣味：釣り、BMX、野球、料理（魚の三枚おろし、燻製料理、飲食店多数勤務経験あり）、部屋に入った瞬間テレビがついているか判断できる、「サウナイト」（サウナのトークライブイベント）出演。
サウナ・スパプロフェッショナル、サウナ・スパ健康アドバイザー、熱波師の資格を持っている。
マルシンスパで熱波師のアルバイトをしており、自身も年間で約250回通うほどのサウナ好き。
父は脱サラを経てマジシャンとして活動しており、マジックのタネに100万 - 200万円レベルの費用を掛けていた事から次第に借金まみれとなってしまい、万平自身はその影響から大学を自主退学している。
解散後は、ピン芸人「マグ万平」として活動。
2021年3月7日、作曲にYGQ（音楽プロデューサー・イベント「サウナイト」主催）、作詞にニューウィング吉田（「スパ&カプセル ニューウィング」支配人）の全面協力により、シングル「万平サウナ音頭」をリリースした。
マントル 一平（マントル いっぺい、1984年7月18日（40歳）- ）
本名：島 一平（しま いっぺい）。
ツッコミ担当。トレードマークは眼鏡と髭。
福岡県出身。九州産業大学中退。
身長165.5cm、B98・W91・H97・頭62、靴27。
特技・趣味：インラインスケート、コストコ、音楽鑑賞、PC、怪談。
解散後は事務所を退社し芸人を引退する。その後、2020年11月に宮城大樹とYouTubeチャンネルを開設。YouTuberとして活動を継続している。

## 来歴
共にスクールJCA18期生。2009年4月1日にコンビを結成し、プロダクション人力舎主催のライブ「バカ爆走!」で舞台デビューした。
2014年1月13日、一平が『テラスハウス』に入居（出演）した。存続の危機に陥ったが、初のワンマンライブ「X−DAY 集結せよ。地球滅亡の危機。」のライブのチケットを完売させライブを成功させ、コンビ存続が決定した。7月に一平がテラスハウスを卒業し、その後もライブ中心に活動する。
2019年4月5日、公式サイトにて解散を発表。マントル一平は事務所を退社し芸人を引退し、マグ万平は今後も事務所に残り活動を継続する。

## 芸風
バイオハザードネタをした後に、2人で球体の輪を持ち上げるように「う〜ん、地球!」と発する掛け声を鉄板ネタとする。また、万平が大黒摩季やカイヤに扮したコントがある。

## 出演

### テレビ番組
- 白黒アンジャッシュ（千葉テレビ放送、白黒ファミリーこと準レギュラー）

#### 過去
- 情報満喫バラエティ 週末にしたい10のこと!（日本テレビ、2012年2月18日・3月31日・4月14日）
- 日立 世界・ふしぎ発見!（TBSテレビ、マントル一平)
- テラスハウス（フジテレビジョン）
- バイキング（フジテレビジョン、マントル一平）
- エンタの神様（日本テレビ、2015年12月26日）[注釈 2]
- 『ぷっ』すま（テレビ朝日、2016年11月25日・12月6日）
- ウチのガヤがすみません!（日本テレビ、2018年8月22日）
- 本能Z（CBCテレビ、2018年12月26日）

### ウェブテレビ
- アンタッチャブル柴田のアニマル調査団（2016年11月15日 - 、360Channel - VR作品）[13]
- アンタッチャブル柴田のアニマル調査団 セカンドシーズン（2017年9月14日 - 、360Channel - VR作品）

### 映画
- テラスハウス クロージング・ドア（2015年2月14日公開）

### ライブ
- 人力舎ライブ「Spark」
- バカ爆走!（毎月1日から6日、ミニホール新宿Fu-）
- ワンマンライブ「X-DAY集結せよ、地球滅亡の危機。」
- 『白黒−1グランプリ』2016年

## 解散後
以下では解散後のマグ万平のソロ活動について記述する。

### 映画
- ヒキタさん! ご懐妊ですよ（2019年10月4日公開）- サウナの店員（熱演師）役[14]

### テレビ
- サ道（テレビ東京、2019年9月20日）- 第10話「天空のアジトで男泣きにととのう」本人役。また、ブレーンでスタッフとしても参加している。
- 関ジャニ∞クロニクル（フジテレビ、2021年6月28日）- 「日本全国サウナトリップ」
- それぞれの孤独のグルメ 第4話・第5話（テレビ東京、2024年10月26日・11月2日）- 本人役

### ラジオ
- マグ万平ののちほどサウナで（MROラジオ）[15]

### 音源
- 万平サウナ音頭（2021年3月7日発売）